# Mijaíl Stepaníschev
Mijaíl Tíjonovich Stepaníschev (en ruso: Михаи́л Ти́хонович Степани́щев; 15 de noviembre de 1917 – 8 de septiembre de 1946) fue un aviador militar y navegante soviético del avión de ataque a tierra Ilyushin Il-2  que combatió en la Segunda Guerra Mundial en la Fuerza Aérea Soviética. En el curso de dicho conflicto recibió dos veces el título de Héroe de la Unión Soviética.

## Biografía

### Infancia y juventud
Mijaíl Stepaníschev nació el 15 de noviembre de 1917, en la pequeña localidad rural de Kolesova, en la gobernación de Oriol en lo que entonces era parte del Imperio ruso (actualmente en el óblast de Lípetsk  en Rusia), en el seno de una familia de campesinos rusos. La familia tuvo graves problemas económicos tras la muerte del padre, por lo que Stepaníschev se vio obligado a trabajar en la agricultura desde muy temprana edad. En 1930, su familia se mudó al Dombás, donde completó su séptimo grado de escuela en 1932 antes de ingresar en la escuela de comercio en Kádievka. Luego trabajó en una mina y en 1935 como electricista en una instalación de construcción de máquinas de vapor antes de graduarse en el club de vuelo local de la asociación paramilitar OSOAVIAJIM (en español, Unión de Sociedades de Asistencia para la Defensa, la Aviación y la Construcción Química de la URSS) y posteriormente ingresar en el Ejército Rojo en diciembre de 1937.
En noviembre de 1939, se graduó de la Escuela Superior de Pilotos de Aviación Militar de Voroshilovgrado y después fue asignado al 160.º Regimiento de Aviación de Reserva. En octubre de 1940, fue transferido al 211.º Regimiento de Aviación de Bombarderos de Corto Alcance, e inmediatamente después de que comenzara la invasión alemana de la Unión Soviética en junio de 1941, comenzó a realizar incursiones de combate en el bombardero ligero Su-2.

### Segunda Guerra Mundial
Entre junio y octubre de 1941 combatió contra los alemanes en el Frente Sur (junio-agosto) y en el Frente Sudoeste (agosto-septiembre) principalmente en la defensa de Moldavia y Ucrania. En octubre, él y el resto de su regimiento, fueron retirados del frente de guerra para recibir entrenamiento para aprende a volar el avión de ataque a tierra  Ilyushin Il-2 en Balashov, en el óblast de Sarátov. Fue enviado de regreso al frente en mayo de 1942 como piloto del 820.º Regimiento de Aviación de Ataque, pero en junio fue reasignado al 211.º Regimiento de Aviación de Ataque.
El 12 de junio de 1942 fue derribado sobre el óblast de Járkov y sufrió heridas graves ya que tuvo que realizar un aterrizaje de emergencia. Con una conmoción cerebral y lesiones en la médula espinal, se vio obligado a permanecer ingresado en un hospital militar hasta julio. Después de ser dado de alta, se convirtió en ayudante de escuadrón en el 686.º Regimiento de Aviación de Ataque, durante el cual participó en combate en la batalla de Stalingrado. Permaneció en este puesto hasta enero cuando fue nuevamente retirado del frente para entrenarse en el uso de una variante diferente del Il-2.
En febrero de 1943 fue transferido al 225.º Regimiento de Aviación de Ataque, que fue honrado con la designación de Guardias y rebautizado como 76.º Regimiento de Aviación de Ataque de la Guardia el mes siguiente. Si bien inicialmente era comandante de vuelo, rápidamente recibió varios ascensos, primero al puesto de subcomandante de escuadrón, luego a comandante de escuadrón, navegante de regimiento y, finalmente, a subcomandante de su regimiento. Durante este periodo combatió en el Frente Sur (febrero-octubre de 1943), Cuarto Frente Ucraniano (octubre de 1943-mayo de 1944) y Tercer Frente Bielorruso (junio de 1944-marzo de 1945) y participó en las ofensivas de Mius, Dombás, Nikopól-Krivói Rog, Crimea, Vítebsk-Orsha, Minsk (las dos últimas forman parte de la más amplia Operación Bagratión), Vilna, Memel y Prusia Oriental.
Fue nominado por primera vez al título de Héroe de la Unión Soviética el 24 de abril de 1944 por realizar 127 salidas de combate. Recibió su primera Estrella de Oro el 26 de octubre de 1944. Fue nominado nuevamente para el título el 9 de abril de 1945 después de volar 222 misiones y recibió el título después del final de la guerra el 29 de junio de 1945. En total, realizó 234 salidas de combate, casi todos ellos en el Il-2. Durante la guerra, dirigió numerosas misiones exitosas que infligieron grandes pérdidas en el equipo y el personal del enemigo.

### Posguerra
Después del final de la guerra, permaneció en la fuerza aérea como subcomandante de su regimiento hasta junio de 1946, cuando fue nombrado navegante del regimiento (el regimiento estaba estacionado en el Distrito Militar de Bielorrusia; en la localidad de Lida). Fue enterrado en Baránavichi (óblast de Brest en Bielorrusia) después de suicidarse con su pistola reglamentaria el 8 de septiembre de 1946.

## Condecoraciones
A lo largo de su carrera militar Mijaíl Stepaníschev fue galardonado con las siguientes condecoraciones
|  | Héroe de la Unión Soviética, dos veces (N.º 3715; 26 de octubre de 1944 y N.º 70; 29 de junio de 1945)                         |
|  | Orden de Lenin (N.º 15074; 26 de octubre de 1944)                                                                              |
|  | Orden de la Bandera Roja, cuatro veces (17 de agosto de 1943, 3 de julio de 1944, 2 de noviembre de 1944 y 2 de abril de 1945) |
|  | Orden de la Guerra Patria de 1.er grado (24 de diciembre de 1943)                                                              |
|  | Orden de Alejandro Nevski (22 de octubre de 1943)                                                                              |
|  | Orden de Bohdán Jmelnitski de 3.er grado (2 de marzo de 1945)                                                                  |